# النايف (بعدان)

تعديل مصدري - تعديل

النايف محلة تابعة لقرية السناحي، التابعة لعزلة المشكي بمديرية بعدان إحدى مديريات محافظة إب في الجمهورية اليمنية، بلغ تعداد سكانها 134 حسب تعداد اليمن لعام 2004.